# Axel Odén
Axel Georg Odén, född 10 september 1887 i Vists församling, Östergötlands län, död 1956 i Hedemora, var en svensk väg- och vattenbyggnadsingenjör.
Odén, som var son till Edvard Joakim Odén och Augusta Maria Nilsson, avlade mogenhetsexamen i Linköping 1908 och utexaminerades från Kungliga Tekniska högskolan 1913. Han var anställd vid byggandet av Södra Dalarnes Järnvägs bansträcka mellan Knippboheden och Rättvik 1913–1914, vid norra väg- och vattenbyggnadsdistriktet 1915–1917, vid statens järnvägsbyggnader 1918–1926, var järnvägsbyggnadsingenjör vid Nohab i Turkiet 1927–1929 och stadsingenjör i Hedemora stad 1931–1951.